# فال فوينتيس
فال فوينتيس (بالإنجليزية: Val Fuentes)‏ هو طبال أمريكي، ولد في 25 نوفمبر 1947 في شيكاغو في الولايات المتحدة.